# Belgica antarctica
Belgica antarctica — вид двокрилих комах родини дзвінцевих (Chironomidae).

## Поширення
Ендемік Антарктиди. Вид поширений на Антарктичному півострові та Південних Шетландських островах. Єдиний вид комах, що цілорічно живе в Антарктиді.

## Опис
Тіло самиць завдовжки 1,5-3,2 мм, самців — 1,6-2,5 мм. Комаха темного червонувато-коричневого або чорного забарвлення. Вусики, голова і ноги коричневі. Очі дрібні, складаються з 35-40 фасеток. Антени лише трохи довші від голови, складаються з 4 члеників. Нижньощелепні щупики дуже короткі, складаються з 4 сегментів.

## Спосіб життя
Життєвий цикл триває близько року, зимують личинки і лялечки. Дорослі особини спостерігаються з грудня по березень. Личинки живуть у моху, між коренів трав, в ґрунті в ущелинах скель, в пташиних гніздах (мартинів та сул), в дрібних водоймах і калюжках з зеленими водоростями. Імаго трапляються на ґрунті, скелях, на снігу тощо.

## Геном
У виду один з найменших геномів серед комах — лише 99 млн пар нуклеотидів, проте у них 13,5 тис. функціональних генів, як і у звичайних мух.